# Herennia agnarssoni
Herennia agnarssoni är en spindelart som beskrevs av Kuntner 2005. Herennia agnarssoni ingår i släktet Herennia och familjen Nephilidae. Inga underarter finns listade i Catalogue of Life.